# Jivko Panev
Pour les articles homonymes, voir Panev.
Jivko Panev (macédonien : Живко Панев; né le 7 octobre 1961), est un enseignant, prêtre orthodoxe et journaliste français d’origine macédonienne.

## Biographie
Enseignant à l’Institut de théologie orthodoxe Saint-Serge (chargé de cours à partir de 1999, maître de conférences depuis 2007), il y enseigne le droit canon, l’histoire des Églises locales, l’hagiologie et la méthodologie.
Prêtre orthodoxe depuis 1994, élevé à la dignité d’archiprêtre en 2010, depuis 1999 il est recteur de la paroisse Notre-Dame-Souveraine à Chaville de l'Archevêché des églises orthodoxes russes en Europe occidentale (rattachée au patriarcat de Moscou depuis 2019).
En janvier 2005, avec Christophe Levalois, il lance le site Orthodoxie.com, « l'une des références les plus citées en matière d'actualité orthodoxe (...) très fréquenté par les journalistes, universitaires, diplomates et responsables religieux, y compris catholiques », selon le quotidien La Croix, dont il est le directeur de publication.
Il est intervenu plusieurs fois à l’École supérieure de journalisme de Lille.
Depuis 2010, il dirige avec Hyacinthe Destivelle la collection « Orthodoxie » aux éditions du Cerf.
Le 13 mai 2014, il participe à Thessalonique au colloque "Christianisme – orthodoxie et les médias dans le monde moderne" organisé par l'Assemblée interparlementaire de l'orthodoxie.
Il est membre du comité académique du premier colloque international sur les médias numériques et la pastorale orthodoxe à Athènes les 7, 8 et 9 mai 2015 où il intervient,.
Depuis mars 2019, il est le producteur de l'émission de télévision "Orthodoxie" sur France 2.
Le 25 janvier 2025, en la cathédrale le métropolite Jean de Doubna a présidé la Divine Liturgie en la Cathédrale Saint-Alexandre-Nevsky de Paris. Au cours de la petite entrée, l’Archevêque a octroyé à l’Archiprêtre Jivko Panev le droit de porter la mitre pour le remercier pour son service pastorale et son travail pour l’Orthodoxie.[pertinence contestée]

## Distinctions
- Chevalier de l'ordre national du Mérite, par décret du président de la République le 24 novembre 2021 sur proposition du ministre de l'Intérieur[12].
- Médaille de l’ordre de Saint-Alexandre-Nevsky, le 13 novembre 2022[13].